# Deggial
Deggial – wydany w 2000 r. studyjny album szwedzkiego zespołu Therion.
W nagraniu udział wzięła orkiestra symfoniczna, po raz pierwszy w pełnym składzie. Wersja japońska zawiera ponadto 3 utwory bonusowe (utwory 8–10 z płyty Crowning of Atlantis).

## Lista utworów
1. „Seven Secrets of the Sphinx” – 3:36
2. „Eternal Return” – 7:10
3. „Enter Vril-Ya” – 6:38
4. „Ship of Luna” – 6:28
5. „The Invincible” – 5:09
6. „Deggial” – 5:03
7. „Emerald Crown” – 5:29
8. „The Flight of the Lord of Flies” – 1:22
9. „Flesh of the Gods” – 4:04
10. „Via Nocturna (Part 1 and 2)” – 9:30
11. „O Fortuna” (oryginał: Carl Orff) – 3:21

## Twórcy
| Zespół Therion w składzie - Christofer Johnsson – gitara, instrumenty klawiszowe - Kristian Niemann – gitara prowadząca - Johan Niemann – gitara basowa - Sami Karppinen – perkusja Ponadto - Hansi Kürsch – wokal prowadzący („Flesh of the Gods”) - Jan Kazda – gitara akustyczna - Waldemar Sorychta – gitara akustyczna („O Fortuna”) - Alexander Schimmeroth – pianino | Chór - Eilen Kupper – sopran (chór, solo) - Angelika Marz – sopran (chór) - Dorothee Fischer – alt (chór) - Anne Tributh – alt (chór) - Georg Hansen – tenor (chór, solo) - Miguel Rosales – tenor (chór) - Jorg Brauker – bas (chór, solo) - Javier Zapater – bas (chór) | Orkiestra - Heike Haushalter – pierwsze skrzypce - Petra Stalz – drugie skrzypce - Monika Maltek – altówka - Gesa Hangen – wiolonczela - Konstantin Weinstroer – kontrabas - Annette Gadatsch – flet - Stefanie Dietz – obój - John Ellis – francuski róg - Volker Goetz – flugelhorn, trąbka - Dietrich Geese – tuba, suzafon, trąbka - Daniel Häcker – perkusja orkiestrowa Inni - Nico & Theresa – iluzstracje |